# Wendelin Stambach
Wendelin Stambach (Butzbach, 1454-Tubinga, 14 de enero de 1519) fue un teólogo alemán. Profesor de la Universidad de Tubinga en 1489, posteriormente fue elegido rector. Supervisó la publicación de las obras de Gabriel Biel.

## Obras
- Supplementum commentarii magistri Gabrielis Biel in quartum librum sententiarum (en latín). Brescia: Pietro Bozzola y Vincenzo Sabbio. 1574.

## Otras lecturas
- Helmut Feld (2013). «Steinbach, Wendelin». Neue Deutsche Biographie (NDB) (en alemán) 25. Berlín: Duncker & Humblot. pp. 164-165; (texto completo en línea)